# 谭军诉湖北政府案
2020年4月12日，中华人民共和国湖北宜昌市公务员谭军于宜昌市西陵区人民法院对湖北省人民政府提起行政诉讼，起诉其掩盖并淡化2019冠状病毒病疫情，管制并打压相关信息，涉嫌渎职与不作为，严重侵犯湖北省人民的生命安全和财产权，要求法院依法判令被告在《湖北日报》刊文向湖北省人民道歉一日，并要求由被告承担诉讼费用。但西陵区人民法院因无权受理该案件，谭军已将诉状邮寄至武汉市中级人民法院。

## 背景
2019冠状病毒病疫情最早于2019年冬季在中华人民共和国湖北省武汉市爆发，后于2020年初春蔓延至全球。2019年12月，湖北省中西医结合医院、武汉市中心医院后湖院区、武汉市红十字会医院等收治了一些不明原因肺炎病人。2019年12月30日22点20分，武汉市卫健委发来通知，表示关于不明原因肺炎，不要随意对外发布，避免引起群众恐慌。同时， 2020年1月1日，武汉市中心医院急诊科主任艾芬向医院公共卫生科和医务处报告了华南海鲜市场附近一诊所老板收治多例病人的相关消息，希望能够引起重视。其后，艾芬受到医院监察科的约谈。。
同时，律师陈秋实在武汉封城前进入武汉市，使用视频在网络上报道武汉市疫情情况，于2月6日失踪。同时，公民记者方斌因在数分钟内拍摄到有8个尸袋从医院运出而失踪。2020年1月11日，武汉市卫生健康委员会发布《武汉市卫生健康委关于不明原因的病毒性肺炎情况通报》，指出“自2020年1月3日以来未发现新发病例。目前，未发现医务人员感染，未发现明确的人传人证据。”

## 案件事实及经过
2020年4月12日，湖北宜昌市公务员谭军于该市西陵区法院起诉湖北省人民政府，证据包括1月11日武汉卫健委发布的《武汉市卫生健康委关于不明原因的病毒性肺炎情况通报》中关于疫情的信息与监察委于3月19日发布的《关于群众反映的涉及李文亮医生有关情况调查的通报（页面存档备份，存于）》矛盾，认为湖北省人民政府涉嫌隐瞒淡化疫情，使人民忽视病毒危害，疏忽了对自己的防护；管制打压相关信息，致使病毒蔓延，大量受到感染的医护人员和人民民众不被确诊（因确诊就需收治，而医疗体系瘫痪，无法收治），从而蒙受生命损失；其后湖北省人民跨省流动遭遇歧视和殴打，导致湖北省人民遭受生命和财产损失。谭军起诉湖北省人民政府涉嫌渎职与不作为，严重侵犯人民群众的生命安全和财产权，要求被告在《湖北日报》头版用黑白面版向湖北人民登报道歉。因西陵区人民法院表示无权受理该案件，谭军已于4月15日下午将诉状邮寄到武汉市中级法院。

## 相似案例
- 汪龙訴中國聯通公司